# Ophelia japonica
Ophelia japonica là một loài thực vật có hoa trong họ Long đởm. Loài này được (Schult.) Griseb. mô tả khoa học đầu tiên năm 1839.